# Jan Mühlfeit
Jan Mühlfeit (* 8. ledna 1962, Jihlava) je český manažer, globální stratég, kouč a mentor. Téměř 22 let působil ve firmě Microsoft, z toho posledních 15 let v nejužším vedení. Jeho poslední rolí před odchodem v roce 2014 byla pozice prezidenta Microsoft Corporation pro Evropu (Chairman Europe), kterou zastával od roku 2007. Je poradcem pro řadu vládních a mezinárodních organizací, jako AIESEC, Světové ekonomické fórum, Evropská komise[zdroj?] či OECD.

## Životopis
V roce 1986 Jan Mühlfeit vystudoval obor informační technologie na fakultě elektrotechnické Českého vysokého učení technického v Praze.
V době ČSSR před sametovou revolucí působil ve vědeckotechnické rozvědce (První správě SNB v rámci Státní bezpečnosti) a používal krycí jméno Masopust. V červenci 1989 byl povýšen do funkce staršího referenta. V roce 1990 podle svého tvrzení řádně prošel hodnocením prověrkových komisí a jako bezúhonný člověk byl doporučen k další službě u ministerstva vnitra. Tehdejší ministr Ján Langoš Mühlfeita v roce 1991 povýšil do hodnosti nadporučíka. Poté roku 1991 odešel do české softwarové společnosti Software602, kde zastával pozici ředitele mezinárodního obchodu a marketingu.

## Microsoft
Do společnosti Microsoft nastoupil v roce 1993 na pozici marketingového ředitele. Od 1. února 1998 do roku 2000 ve společnosti Microsoft s.r.o. působil jako jednatel a generální ředitel české pobočky. Kontroverzním případem z doby jeho působení je kauza Mironet vs. Microsoft, která se týká porušování autorských práv. Podle vedení Mironetu měl údajně Jan Mühlfeit společně s obchodním ředitelem českého Microsoftu Vladimírem Smutným ovlivňovat vyšetřování, které souviselo se snahou Mironetu nabízet v roce 1999 k prodeji počítače bez předinstalovaného operačního systému Microsoft Windows 98.
Roku 2000 se Jan Mühlfeit stal ředitelem celého regionu střední a východní Evropy a členem nejvyššího celosvětového vedení společnosti. Od 19. srpna 2002 byl jmenován do funkce viceprezidenta pro Evropu, Střední Východ a Afriku (EMEA). Pod jeho vedením si region CEE, který měl přímo na starosti, udržel po čtyři roky nejlepší hodnocení v rámci globálního působení Microsoftu. V letech 2005–2006 byl vicepresidentem pro veřejnou správu v regionu (EMEA) a později byl jmenován do funkce presidenta Microsoft Corporation pro Evropu, kterou zastával až do svého odchodu na konci roku 2014. Mühlfeit se podílel na formulaci celosvětové strategie Microsoftu pro nové trhy (Emerging Markets) a byl poradcem mnoha vládních a nevládních organizací v regionu (EMEA). V této době reprezentoval firmu ve vztahu k vládám jednotlivých evropských zemí, klíčovým evropským institucím, největším firemním zákazníkům a obchodním partnerům.[zdroj?]
V roce 2011 výrazně zhubl a prožíval silnou depresi. Tři měsíce strávil v léčebně, čtyři roky bral antidepresiva. „Dnes díky tomu vím, jak mozek funguje, a vím, že i to, co člověk miluje, ho může přivést do blázince,“ uvedl Mühlfeit.

## Ocenění a veřejný život
Jan Mühlfeit obdržel četná ocenění:
- Jeho práci společnost Microsoft ocenila v roce 1994 udělením prestižního vyznamenání "Presidential Award for Excellence".[15]
- Třikrát obdržel titul "Osobnost roku české informatiky" udělovanou u příležitosti Mezinárodního veletrhu Invex - 1994, 1999, 2002.[16]
- V témže roce byl vyhlášen osobností týdeníku Profit.[kdy?]
- V roce 1996 zvítězil v anketě Nejviditelnější osobnost informačních technologií.
- Cena „Nejlepší manažer České republiky za rok 1999“ udělovaná českým premiérem.
- Cena „Český mozek“ udělovaná českým ministrem zahraničních věcí.
- V roce 1999 se stal členem mezinárodního sdružení CRT (Caux Round Table - návrh na jeho přijetí podala správní rada Nadace Pangea na výzvu sekretariátu Caux Round Table v Nizozemsku - Jan Mühlfeit je jediným zástupcem České republiky v této organizaci).

Stále podporuje řadu charitativních projektů, mezi něž patří například „Počítače proti bariérám“, což je společná iniciativa Microsoftu Česká republika a českých nevládních organizací. Působí rovněž v dozorčí radě Nadace Charty 77. Byl členem představenstva European Academy of Business in Society (EABiS - Evropské akademie firem ve společnosti) organizace Junior Achievement Young Enterprise Europe (JAYE – Úspěch mladých – Mladá podnikatelská Evropa). Je stále členem správní rady organizace AIESEC (Association Internationale des Etudiants en Sciences Economiques et Commerciales – mezinárodní studenty plně řízená nepolitická nezisková organizace).
Během své kariéry byl také hostem globálních talk show na CNN, CNBC, Bloomberg, Euronews a poskytl řadu rozhovorů pro prestižní média jako New York Times, Washington Post, Financial Times či La Tribune.